# Slavětice
Slavětice (deutsch Slawietitz, älter auch Slabititz) ist eine Gemeinde in Tschechien. Sie liegt 16 km nordwestlich von Moravský Krumlov und gehört zum Okres Třebíč.

## Geographie
Slavětice befindet sich am Bach Olešná im südlichen Teil der Böhmisch-Mährischen Höhe. In Slavětice liegt der von der Olešná gespeiste Teich Skalník. Nördlich des Dorfes verläuft das Tal der Jihlava mit den Talsperren Dalešice und Mohelno. Östlich von Slavětice befindet sich eine große Umspannanlage, in der die im Kernkraftwerk Dukovany erzeugte Energie verteilt wird. Von dieser Umspannanlage führt eine 380-kV-Leitung nach Dürnrohr in Österreich. In der Nähe des Ortes befindet sich ein 136 Meter hoher abgespannter Stahlfachwerkmast zur Überwachung der
Luftradioaktivität. Im Osten liegt über der Jihlava die Burgruine Rabštejn und im Südosten das Kernkraftwerk Dukovany.
Nachbarorte sind Kramolín im Norden, Mohelno im Nordosten, Skryský Mlýn und Dukovany im Osten, Kordula im Südosten, Rouchovany im Süden, Nové Dvory im Südosten, Hrotovice im Osten sowie Dalešice im Nordosten.

## Geschichte
Die erste urkundliche Erwähnung des zum Benediktinerkloster Třebíč gehörigen Dorfes Slawittice erfolgte im Jahre 1353. Ein Teil des Ortes gehörte zu den Ländereien des Klosters Dalešice, diesen Anteil erwarb 1375 Jan von Holoubek. Der Name des Dorfes leitet sich angeblich vom Geschlecht der Slavata her. Weitere Besitzer des weltlichen Anteils waren der Münzmeister Martin von Jamnitz, die Grafen von Hardegg und Smil von Doubravice und Osové. Die Herren von Arklebice erwarben 1454 auch den klösterlich Trebitscher Anteil und ließen 1503 eine Feste errichten, die im Dreißigjährigen Krieg erlosch. 1590 erwarben die Ritter Jankovský von Vlašim die Herrschaft. Nachfolgend wechselten die Besitzer oft. Zu den Grundherren von Slavětice gehörten u. a. die Sedlnitzky von Choltitz, die Herren von Náchod, die Grafen von Thurn und Taxis, von Liechtenstein-Kastelkorn und von Daun. Heinrich Graf Daun schloss Slawietitz 1736 an die Herrschaft Dalleschitz an. 1775 bestand das Dorf aus 38 Häusern. Bis zur Aufhebung der Patrimonialherrschaften folgten die Herren von Diller-Hess und Georg Simon von Sina.
1850 wurde Slavětice zu einer Gemeinde im Bezirk Krumlau/Krumlov. 1881 erwarb der Brauereiunternehmer Anton Dreher junior die Güter in Slawietitz. Er wurde 1921 enteignet. Seit 1950 gehört die Gemeinde zum Okres Třebíč.

## Gemeindegliederung
Für die Gemeinde Slavětice sind keine Ortsteile ausgewiesen.

## Sehenswürdigkeiten
- Kapelle in Slavětice